# Philips Ram (1753-1817)
Philips Ram (Utrecht, 26 juni 1753 - aldaar, 9 april 1817) was een Nederlands rechtsgeleerde en oranjegezind politicus.Hij vestigde zich als advocaat en werd in 1808 burgemeester van Utrecht.

## Familie
Ram, lid van de familie Ram was een zoon van mr. Jan Jacob Ram (1716-1758), schepen en burgemeester van Utrecht, en Catharina Maria de Reuver (1727-1801). Het patricische ouderpaar behoorde tot de kleine kring van Utrechtse regenten.
Ram trouwde in 1780 met Jacoba Aletta Francina Grothe (1758-1815) uit welk huwelijk tien kinderen werden geboren, onder wie:
- mr. Laurens Elisa Ram (1782-1828)
- Albert Jan Leonard Ram (1784-1834)
- Jhr. Willem Elisa Ram (1786-1856), heer van Bottestein[1]

## Loopbaan
Philips Ram studeerde in Utrecht Romeins en hedendaags recht en sloot zijn studie in 1774 af met een wetenschappelijke promotie. Zijn proefschrift kreeg als titel Dissertatio de Incestu.
De regentenzoon werd, zoals indertijd gebruikelijk, al vroeg benoemd in diverse bestuurscolleges en hij werd in 1777 werd hij gekozen tot Raad in de Vroedschap van Utrecht.
De jonge Philips Ram nam ook een functie in de lokale militie op zich. Hij werd kapitein van het vendel "d'Oranje stam". Na de omwenteling van 1795 trok de oranjegezinde Philips Ram zich terug uit het stadsbestuur waarin hij het tot schepen van financiën had gebracht.
Pas na zeven jaar nam Philips Ram weer een openbaar ambt aan. Hij kon dat doen omdat de gevluchte stadhouder Willem V zijn aanhangers van hun eed van trouw had ontslagen. Hij werd in de Bataafse Republiek gecommitteerde van de Kamer van Financie 's Lands van Utrecht ( 1802 - 1805) en lid van het Departementaal Bestuur 's Lands van Utrecht (tot 1805). In 1808 werd hij "op persoonlijk en dringend verzoek" van koning Lodewijk Napoleon burgemeester van Utrecht.
Hij was in die tijd ook Hoogheemraad van Bijleveld.
Lodewijk Napoleon benoemde Philips Ram op 1 februari 1808 tot Ridder in de Orde van de Unie. Ram bleef ook onder Napoleon I burgemeester (Maire) van Utrecht.
In november 1813 verloor het Franse keizerlijke gezag in Nederland al snel aan aanzien. In Utrecht werden een keizerlijke adjudant en drie andere notabelen door het provisioneel gouvernement, een geïmproviseerd bestuur dat de macht had overgenomen in afwachting van een nieuwe regering, gevangengenomen. Als represaille nam de Franse generaal Gabriel Jean Joseph Molitor de Utrechtse burgemeester gevangen. Philips Ram werd als gijzelaar naar Parijs gebracht. Hij keerde pas na de val van Napoleon naar Nederland terug.
Op 6 april 1814 werd Philips Ram voor de provincie Utrecht benoemd in de Staten-Generaal van de Verenigde Nederlanden die in augustus 1815, tot dubbele Staten-Generaal gevormd, de gewijzigde grondwet van (1815) met daarin de bepalingen over het koningschap mocht beoordelen. Onder Koning Willem I der Nederlanden maakte de regeringsgezinde Ram snel carrière, hij werd een der vicepresidenten van het Nederlands Bijbelgenootschap, curator van de Utrechtse Hogeschool en lid van de Tweede Kamer der Staten-Generaal tot zijn dood in 1817.
Mr. Ram was directeur van het Genootschap voor Kunsten en Wetenschappen te Utrecht. Hij was regent van het Collegium Willibrordi en het Elisabethsgasthuis.
Philips Ram overleed op 9 april 1817.